# Bârzan
Bârzan – wieś w Rumunii, w okręgu Alba, w gminie Lupșa. W 2011 roku liczyła 31 mieszkańców.